# SV Linx
Sportverein Linx 1949 e. V. é uma agremiação esportiva alemã, fundada a 12 de julho de 1949, sediada em  Rheinau, no estado de Baden-Württemberg. O departamento de futebol é parte de uma associação que inclui departamentos de ginástica e vôlei.

## História
Fundado ao fim da década de 40, avançou pela primeira vez fora da competição local para jogar a regional na Landesliga em 1978, seguido por um movimento ascendente até atuar na quarta camada, a Verbandsliga Südbaden em 1981. Como vice-campeã, em 1987, a equipe subiu para a Oberliga Baden-Württemberg (IV), mas foi imediatamente relegada após um 18º lugar. 
O Linx permaneceu competitivo na Verbandsliga Südbaden (V) durante os anos 80 e início dos anos 90, ganhando um número de três melhores colocações, até que finalmente disputou a Oberliga, em 1993, para a qual iria jogar as quatro temporadas seguintes, até ser rebaixado em 1997. Durante esse período, o clube fez sua única aparência na DFB Pokal, a Copa da Alemanha, após a qualificação para o torneio por meio de uma conquista regional em 1994. Contudo, o Linx foi eliminado na primeira fase ao ser derrotado pelo integrante da Bundesliga, o Schalke 04 por 2 a 1.
O clube sofreu várias temporadas frustrantes no final dos anos 90 e no novo milênio com uma série de segundos lugares até que mais uma vez conquistou a Verbandbsliga Südbaden (V), em 2003. O SV Linx desde então alternou descidas e subidas, na quinta e quarta camadas. Sua mais recente conquista na Verbandsliga o fez chegar à Oberliga Baden-Württemberg (IV) para a temporada de 2007-2008, na qual um último lugar o levou novamente ao descenso.
O clube terminou em segundo na Verbandsliga, em 2008-2009, obtendo o direito a participar da rodada de promoção para a Oberliga, na qual perdeu os dois jogos para o TSG Weinheim e acabou eliminado. Na temporada seguinte, o atingiu a sua quarta promoção para a Oberliga desde 2003-2004, seguido pelo seu quarto rebaixamento em 2010-2011.

## Títulos
| - Verbandsliga Südbaden (V) - Campeão: 1993, 2003, 2005, 2007, 2010; | - South Baden Cup - Campeão: 1994; - Vice-campeão: 2012; |

## Cronologia recente
A recente performance do clube:
| Temporada | Divisão                    | Módulo | Posição |
| 1999–2000 | Verbandsliga Südbaden      | V      | 2º      |
| 2000–01   | Verbandsliga Südbaden      | V      | 3º      |
| 2001–02   | Verbandsliga Südbaden      | V      | 2º      |
| 2002–03   | Verbandsliga Südbaden      | V      | 1º ↑    |
| 2003–04   | Oberliga Baden-Württemberg | IV     | 16º ↓   |
| 2004–05   | Verbandsliga Südbaden      | V      | 1º ↑    |
| 2005–06   | Oberliga Baden-Württemberg | IV     | 18º ↓   |
| 2006–07   | Verbandsliga Südbaden      | V      | 1º ↑    |
| 2007–08   | Oberliga Baden-Württemberg | IV     | 18º ↓   |
| 2008–09   | Verbandsliga Südbaden      | VI     | 2º      |
| 2009–10   | Verbandsliga Südbaden      | VI     | 1º ↑    |
| 2010–11   | Oberliga Baden-Württemberg | V      | 19º ↓   |
| 2011–12   | Verbandsliga Südbaden      | VI     | 6º      |
| 2012–13   | Verbandsliga Südbaden      | VI     | º       |